# Seznam trdnjav v Sloveniji
Seznam trdnjav v Sloveniji in bližnjem zamejstvu.

## Trdnjave
- Bovške Kluže
- Kluže (zgornja trdnjava)
- Kostanjevica
- Predel
- Predelska baterija
- Šance (Ljubljanski grad)

## Fortifikacijski sistemi
- Alpski zid
- Langobardski limes
- Rimski limes (Claustra Alpium Iuliarum)
- Rupnikova linija
- Zapora pri Rabeljskem jezeru